# Gran Premio Folignano
El Gran Premio Folignano fue carrera ciclista profesional de un día italiana que se disputa en la población y comuna de Folignano y sus alrededores, a primeros del mes de agosto.
Se creó en 1998 aunque hasta 2005 fue una carrera amateur, de 1998 a 2000 reservada a corredores junior. A partir del 2006 comenzó a formar parte del UCI Europe Tour, dentro de la categoría 1.2 (última categoría del profesionalismo). Su última edición fue en 2011.

## Palmarés
En amarillo: edición amateur.
| Año  | Ganador              | Segundo             | Tercero               |
| ---- | -------------------- | ------------------- | --------------------- |
| 1998 | Emiliano Zelli       | Marco Carletti      | Matteo Romanelli      |
| 1999 | Giacomo Garofoli     | Raffaello Faloppa   | Claude Coyot          |
| 2000 | Daniele Peroni       | Emanuele Telari     | Giuliani Marcolongo   |
| 2001 | Alessandro D'Andrea  | Danilo Andrenacci   | Francesco Pietrangelo |
| 2002 | Vincenzo Di Falco    | Luigi Buonfrato     | Stelvio Michero       |
| 2003 | Massimo Iannetti     | Dimitri Dementiev   | Claudio Villani       |
| 2004 | Kanstantsin Sivtsov  | Davide Torosantucci | Stelvio Michero       |
| 2005 | Daniele Di Batte     | Luigi Sestili       | Elio Fausto Saavedra  |
| 2006 | Rocco Capasso        | Francesco Gavazzi   | Tomislav Dančulović   |
| 2007 | Francesco De Bonis   | Anton Rechetnikov   | Jaroslaw Dabrowski    |
| 2008 | Alessandro De Marchi | Alessandro Malaguti | Adriano Malori        |
| 2009 | Henry Frusto         | Moreno Moser        | Silvio Satini         |
| 2010 | Julián Arredondo     | Fabio Piscopiello   | Siarhey Papok         |
| 2011 | Kristijan Đurasek    | Giuseppe Famoso     | Hrvoje Miholjević     |

## Palmarés por países
| País        | Victorias |
| ----------- | --------- |
| Italia      | 11        |
| Bielorrusia | 1         |
| Croacia     | 1         |
| Colombia    | 1         |